# Novo normal
Um novo normal é um estado ao qual uma economia, sociedade, etc. se instala após uma crise, quando esta difere da situação que prevalecia antes do início da crise. O termo foi empregado em relação à Primeira Guerra Mundial, crise financeira de 2007–2008, ataques de 11 de setembro de 2001, o rescaldo da Grande Recessão, a pandemia de COVID-19 e outros eventos.

## Histórico de uso

### Mundo pós-grande guerra
Em 1918, Henry A. Wise Wood postou um dilema:
Para considerar os problemas que temos pela frente, devemos dividir nossa época em três períodos, o da guerra, o da transição, o do novo normal, que sem dúvida substituirá o antigo. As questões diante de nós, portanto, são, em termos gerais, duas: Como podemos passar da guerra para o novo normal com o mínimo de choque, no menor tempo? Nesse aspecto, o novo normal deve ser moldado para ser diferente do antigo?

### Bolha da internet da década de 1990
A frase foi amplamente usada por Roger McNamee em sua entrevista de 2003 para a Fast Company enquanto descrevia o novo padrão no desenvolvimento de tecnologia em relação a negócios e finanças após o estouro da bolha da internet.
Esqueça a próxima grande coisa, a próxima coisa começou. É chamado de novo normal, e 2003 será o primeiro ano completo dele. O novo normal não é onde você espera pelo próximo boom. É sobre o resto da sua vida. Havia tanta urgência que todos os padrões — para devida diligência, liderança, recrutamento e investimento — foram relaxados. O novo normal é sobre a vida real — e tempo real. Acertar na primeira vez é mais importante do que fazer as coisas rapidamente.

### Gripe aviária de 2005
A frase foi usada em 2005 por Peter M. Sandman e Jody Lanard em relação aos métodos de manipulação de atitudes do público em relação à gripe aviária. Eles explicaram que o medo inicial, tipicamente temporário, de um risco novo como uma pandemia de gripe é algo a ser orientado, que este período inicial é um "momento de ensino" e oferece a oportunidade de estabelecer um "novo normal".

### Crise financeira de 2008
A frase foi usada no contexto de advertir a crença de economistas e formuladores de políticas de que as economias industrializadas voltariam aos seus meios mais recentes após a crise financeira de 2007-2008.
Em 29 de janeiro de 2009, o Philadelphia City Paper citou o ativista Paul Glover, referindo-se à necessidade de "novos padrões" no desenvolvimento da comunidade, ao apresentar sua matéria de capa "Prepare-se para o Melhor".
A palestra Per Jacobsson de 2010, proferida por Mohamed A. El-Erian no Fundo Monetário Internacional, foi intitulada "Navegando no Novo Normal dos Países Industriais". Na palestra, El-Erian afirmou que "nosso uso do termo foi uma tentativa de mover a discussão além da noção de que a crise era uma mera ferida na carne; em vez disso, a crise cortou até o osso. Foi o resultado inevitável de um período extraordinário de vários anos que foi tudo menos normal". A palestra de El-Erian cita um artigo da Bloomberg News de 18 de maio de 2008 escrito pelos jornalistas Rich Miller e Matthew Benjamin pela primeira vez usando o termo: "Economia pós-subprime significa crescimento abaixo da média como novo normal nos EUA".

### Debate para as eleições presidenciais americanas de 2012
A frase foi posteriormente usada pela ABC News, BBC News, pelo New York Times, e fez parte de uma pergunta de Candy Crowley, moderadora do segundo debate para as eleições presidenciais americanas de 2012.

### Desaceleração econômica da China em 2012
Desde 2012, a economia da China tem mostrado uma desaceleração acentuada, com taxas de crescimento caindo de níveis de dois dígitos (antes da crise financeira de 2007-2009) para cerca de 7% em 2014. Em 2014, uma declaração de Xi Jinping, Secretário-Geral do Partido Comunista da China, indicou que a China estava entrando em um 'novo normal' (em chinês:  新常态). Este termo foi posteriormente popularizado pela imprensa e passou a se referir a expectativas de taxas de crescimento de 7% na China para o futuro previsível. Foi um indicativo da expectativa do governo chinês de um crescimento econômico moderado, mas talvez mais estável, no médio a longo prazo.

### Pandemia de COVID-19
Durante a pandemia de COVID-19, o termo "novo normal" foi muito usado no início para se referir às mudanças no comportamento humano durante ou após a pandemia.
Os médicos do sistema de saúde da Universidade do Kansas previram que a pandemia mudaria a vida diária da maioria das pessoas, o que incluiria limitar o contato pessoal, como apertos de mão e abraços. além da manutenção da distância de outras pessoas ou distanciamento social.

## Repercussão
Alguns comentaristas se opuseram ao uso excessivo e indevido da frase pela mídia ao descrever situações ou comportamentos atípicos, que a transformaram em um clichê.
Bring Back Normal foi formado para demonstrar como 'retornar ao normal' pós-COVID é possível contrariar a narrativa do 'novo normal'.

## Na cultura popular

### The Moon Is a Harsh Mistress
O autor Robert A. Heinlein usou a frase em seu romance de 1966, The Moon Is a Harsh Mistress, com um personagem dizendo aos colonos lunares:
Cidadãos, os pedidos podem chegar até vocês por meio de seus camaradas vizinhos. Espero que você concorde de boa vontade; vai acelerar o dia em que posso me retirar e a vida pode voltar ao normal — um novo normal, livre da Autoridade, livre de guardas, livre de tropas estacionadas sobre nós, livre de passaportes e revistas e prisões arbitrárias.

### The New Normal(série de televisão)
The New Normal é uma sitcom americana que foi ao ar na NBC de 10 de setembro de 2012 a 2 de abril de 2013.

### The New Normal(filme)
Uma comédia dramática produzida pelo cineasta nigeriano Teniola Olatoni Ojigbede em 2020.